# Sequência de rebatidas
No beisebol, uma sequência de rebatidas (hitting streak) refere-se ao número consecutivo de jogos oficiais nos quais um jogador consegue ao menos uma rebatida de base. De acordo com as regras oficiais do beisebol, tal sequência não termina se “todas as aparições na plate de um batedor (uma ou mais) num jogo resultam em base por bolas, hit by pitch, interferência ou obstrução da defesa ou bunt de sacrifício”. Contudo, se o jogador não rebater e tiver um fly de sacrifício, então a sequência acaba.
Joe DiMaggio mantém o recorde da Major League Baseball com 56 jogos consecutivos. Aquela sequência durou de 15 de maio a 17 de julho de 1941. DiMaggio bateu 301 durante sua sequência (91 de 223), com quinze home runs e 55 RBIs.